# Pénzváltási probléma
A pénzváltási probléma egy több, matematikailag lényegesen eltérő változatban is megfogalmazható számelméleti probléma. Alapkérdése, hogy adott számokból mely számokat lehet előállítani szorzatösszeg (avagy lineáris kombináció) segítségével. Precízebben: ha adva van az A={a1<a2<a3<...<an} halmaz, akkor az a kérdés, hogy mely számok írhatók fel {\displaystyle \sum _{i=1}^{n}m_{i}a_{i}} alakban, ahol az mi számok nem negatív egészek. Az a2 számokról feltesszük, hogy relatív prímek. A problémát először Sylvester vetette fel 1884-ben.
A problémának vannak más változatai is, amikben a legnagyobb fel nem írható számot keresik, a számok prioritás szerint vannak rendezve, a számok csak korlátozott számban használhatók fel, vagy egy bizonyos számot kell előállítani. Egyes változatokban az érmek számát minimalizálják.

## Példák

### A nem felírható számok száma
- Két egymáshoz relatív prím számra a nem felírható számok száma (a1-1)(a2-1)/2.
- Legyen A=H teljes maradékrendszer modulo a1, és jelölje rh a h maradékosztály legkisebb felírható elemét! Ekkor a nem felírható számok száma {\displaystyle {\frac {1}{a_{1}}}\sum _{h\in H}r_{h}-{\frac {a_{1}-1}{2}}}.
- Ha az ai számok d különbségű számtani sorozatot alkotnak, ahol an=a+(n-1)d, és a1=a=p(n-1)+s, ahol 0≤s<n-1, akkor a nem felírható számok száma:

{\displaystyle {\frac {1}{2}}((a-1)(p+d)+s(p+1))}.
- Ha a1=ab, a2=bc, és a3=ca, ahol a, b és c páronként relatív prímek, akkor a nem felírható számok száma:

{\displaystyle {\frac {2abc-bc-ca-ab+1}{2}}}.
- Legyenek n és t olyanok, hogy 1<n≤t, és t=q(n-1)+r, ahol 1≤r≤n-1! Ekkor a nem felírható számok száma:

{\displaystyle {\frac {(t-n+r-1)q}{2}}}

### A legnagyobb nem felírható szám
A legnagyobb nem felírható szám meghatározása nehéz kérdés, csak bizonyos megkötésekkel tudják becsülni, többnyire felülről.
- Erdős és Graham becslése a Kneser-tétel felhasználásával:

2an-1⌊an/n⌋-an.
- Rögzítsük n-et! Ekkor a1, ..., an számok, amik egyike sem halad meg egy előre rögzített t értéket, szintén a Kneser-tétellel adódik, hogy a legnagyobb nem felírható szám legfeljebb (v-1)(t-r-1)-1, ahol t-1=v(n-1)-r, és 0≤r<n-1. Ez Dixmier eredménye.
- Ha n és k természetes számok, amikre k<n, akkor legfeljebb n olyan számot választva, amik nem nagyobbak n+k-nál, a lehető legnagyobb nem felírható szám éppen 2k-1.
- Ha n>2, akkor 2n-ig n számot véve a lehető legnagyobb nem felírható szám 2n+1.
- Ha n>2, akkor 2n+1-ig n számot véve a lehető legnagyobb nem felírható szám

2n+3, ha n+1 osztható 3-mal,
és 2n+5, ha n+1 nem osztható 3-mal.
- Legyenek most k és n olyanok, hogy n≥9k2+15k+2! Ekkor van n, egymáshoz relatív prím 2n+k+1-nél kisebb szám, amikre a legnagyobb fel nem írható szám:

2n+4k+1, ha n-k inkongruens 1-gyel modulo 3
2n+4k-1, ha n-k kongruens 1-gyel modulo 3.

### A nem felírható számok összege
Mindezeken kívül még a nem felírható számok összegével is foglalkoznak.
Ha az a1, ..., an számok relatív prímek, akkor a modulo a1 maradékosztályok segítségével a nem felírható számok összege is meghatározható. Pontosabban, ha az x2, ..., xa1 modulo an redukált maradékosztályok legkisebb a2, ..., an felhasználásával felírható elemét jelöli, akkor a nem felírható számok összege
{\displaystyle \sum _{j=1}^{a_{1}-1}\left({\frac {x_{j}^{2}}{2a_{1}}}-{\frac {x_{j}}{2}}+{a_{1}^{2}-1}{12}\right).}